# Le Goût du noir
Le Goût du noir est une émission de télévision française produite par CALT et diffusée en 2001 sur La Cinquième.

## L'émission
Il s'agit d'un débat télévisé dans lequel deux invités sont filmés dans le noir absolu, grâce à des caméras infrarouges, sans qu'ils sachent au départ qui est en face d'eux. Tout au long d'un dîner, ils échangent à l'aveugle sur des thématiques diverses, sur leurs expériences, en compagnie de deux animateurs : le psychanalyste Gérard Miller et la journaliste non-voyante Sophie Massieu.